# Tête d'un boxeur
La tête d'un boxeur ou tête d’un pugiliste est un vestige d’une grande statue d’athlète vainqueur, du second classicisme grec, datable de 330 av. JC environ. Elle a été trouvée en 1880 lors des fouilles du sanctuaire d'Olympie dirigées par Ernst Curtius. Elle est conservée au Musée national archéologique d'Athènes (NAMA 6439).

## Origine
La tête en bronze a été découverte au nord du Prytanée d’Olympie, entre deux blocs de pierre ; le corps de la statue n'a pas été retrouvé. Contrairement à la plupart des autres têtes en bronze antiques, celle-ci n'a pas été retirée ou arrachée de la statue, mais soigneusement séparée par plusieurs coupures dans le métal. En raison de l'emplacement et du type de séparation, on suppose que la tête a été délibérément cachée afin d'en empêcher l'accès aux collectionneurs romains ou aux récupérateurs de métaux. Des quelques centaines de statues de vainqueurs qui se trouvaient encore à Olympie au IIe siècle à l'époque de Pausanias, la tête en bronze est le seul original qui ait survécu.

## Description
La tête, qui mesure 31 cm de haut, est grandeur nature. Elle a été coulée en deux parties qui ont ensuite été assemblées : la soudure est clairement visible à l'intérieur de la tête, mais elle est presque indécelable à l'extérieur. 
À l'origine, la tête portait une couronne de victoire, dont seules deux feuilles ont survécu, mais une couronne de complète peut être déduite de la présence, tout autour de la tête, de brindilles et de trous d'épingle. Au-dessous du bord se trouvent des boucles denses et emmêlées qui, contrairement à la première impression, sont ordonnées selon le schéma des représentations de cheveux propre à Polyclète. Dans l'ensemble, les cheveux, y compris les moustaches, sont disposés à la manière d’ornements floraux. 
Le visage, entouré d’une profusion d’ornements pileux, est fort et large ; à l'exception de détails comme le nez légèrement tordu, il est conçu de manière symétrique et les formes sont travaillées avec précision. Les yeux, qui étaient insérés, ne sont plus conservés : relativement petits et profonds, ils devaient produire une forte impression sur le spectateur. La lèvre inférieure est de forme circulaire, et la partie supérieure de la bouche largement recouverte d'une moustache. Les lèvres étaient coulées séparément et insérées : une couche de cuivre les rendait rougeâtres par rapport au ton doré du bronze et contrastait ainsi en couleur avec le reste du visage. Le nez échancré et les oreilles gonflées sont des traits typiques qui identifient la tête comme celle d’un pugiliste victorieux. La légère inclinaison de la tête et le regard vers le bas suggèrent qu'il ne s'agissait pas d'une statue debout, mais assise.
En l’absence de l'inscription communément attachée à la base, on ne peut déterminer à quel athlète la statue était dédiée. Cependant, Pausanias rapporte l’existence d’une statue du pugiliste Satyros, œuvre du sculpteur attique Silanion. La datation commune de la tête et le classement chronologique de Pausanias concordent suffisamment bien pour qu'il puisse s'agir de la statue de vainqueur de cet athlète. Cependant, il ne peut être exclu que le portrait soit celui d’un ancien champion honoré d'une statue de bronze pour ses services en tant qu'arbitre ou gardien officiel du sanctuaire,.

## Sources
- (de) Cet article est partiellement ou en totalité issu de l’article de Wikipédia en allemand intitulé « Kopf eines Faustkämpfers (NAMA 6439) » (voir la liste des auteurs).

1. 1 2 3  Peter Cornelis Bol 1978, p. 40.
2. ↑  Peter Cornelis Bol 1978, p. 40–41.
3. ↑  Hans-Volkmar Herrmann 1980, p. 196.
4. ↑  Pausanias 6, 4, 5.
5. ↑  Stefan Lehmann, 1996, p. 1–18.
6. ↑  Stefan Lehmann, 2004, p. 320–335 et 462–463.